# Герман Кан
Герман Кан (англ. Herman Kahn; 15 лютого 1922 — 7 липня 1983) — американський фізик і один із засновників Інституту Гудзона, якого вважають одним із видатних футурологів другої половини двадцятого століття. Спочатку він став відомим як військовий стратег і теоретик систем, коли працював у корпорації RAND. Він аналізував ймовірні наслідки ядерної війни та рекомендував шляхи підвищення виживаності під час холодної війни. Кан висунув ідею «виграшного» ядерного обміну у своїй книзі «Про термоядерну війну» 1960 року, для якої він був одним із історичних джерел натхнення для головного героя класичної чорної комедії Стенлі Кубрика, сатири «Доктор Стрейнджлав».   У своєму коментарі для Fail Safe режисер Сідні Люмет зазначив, що персонаж професора Ґротешеле також заснований на Германі Кані . Теорії Кана сприяли розробці ядерної стратегії США.

## Молодість і освіта
Кан народився в Байонні, штат Нью-Джерсі, як один із трьох синів Єтти (уродженої Кословської) і Авраама Кана, кравця. Його батьки були єврейськими іммігрантами з Польщі. His parents were Jewish immigrants from Poland.  Він виріс у Бронксі, потім у Лос-Анджелесі після розлучення батьків у 1932 році. Вирощений євреєм, пізніше він назвав себе атеїстом. Кан закінчив середню школу Ферфакса в 1940 році і був зарахований в армію США в травні 1943 року, служачи під час Бірманської кампанії під час Другої світової війни в небойовій якості телефоністом. Він отримав ступінь бакалавра наук у Каліфорнійському університеті в Лос-Анджелесі та ненадовго навчався в Каліфорнійському технологічному інституті, щоб отримати докторський ступінь, перш ніж кинути навчання зі ступенем магістра наук через фінансові обмеження. Він приєднався до корпорації RAND як математик після того, як його завербував колега-фізик Семюель Коен.